# Nom de famille occitan
Les noms de famille occitans sont ceux formés dans les pays de langue occitane à partir de celle-ci. Ils sont présents dans les divers pays d'oc (actuellement administrés par les États italien et français ainsi que la Généralité de Catalogne – incluse au sein de l'État espagnol –, et au-delà par la présence d'une ample diaspora occitane, notamment en Allemagne - descendants de vaudois et huguenots et en Argentine et Uruguay). 

## Historique des noms de famille
En onomastique, les noms de personne ont un passé assez récent, comparativement aux noms de lieu dont l'origine est le plus souvent ancienne.
Dans la Gaule conquise par les Romains, l'acculturation au système patronymique romain se fait peu à peu. Il s'agit du système à trois désignations: prénom, gentilice, cognomen (surnom devenu nom de famille), ou pour les gens du peuple, prénom et cognomen. Après les invasions germaniques, le système germanique du nom unique vient se substituer au nom latin à trois désignations. Au IXe siècle, un phénomène d'imitation, moins développé dans les régions où l'influence romaine fut plus forte (comme la Provence), conduit la population à adopter fréquemment un nom d'origine germanique.
Au Xe siècle, le système anthroponymique se transforme, un surnom venant  s'ajouter au  nom de baptême, pour éviter les inconvénients de l'homonymie, et les surnoms se multiplient surtout à partir du XIIIe siècle. En un peu plus de deux siècles, ces surnoms se stabilisent et deviennent héréditaires, puis se fixent à la suite de l'ordonnance de Villers-Cotterêts en 1539, rendant obligatoire la tenue de registres de baptême.

## Origine des dénominations
D'après Marie-Thérèse Morlet, ces surnoms, ancêtres des noms de famille, appartiennent à quatre groupes :
- Les noms d'origine, qui sont les plus anciens, peuvent être un nom de provenance, le surnom venant qualifier la personne du nom de sa localité d'origine (ex: Thoulouze, Lavaur, Gasquet), ou bien un nom de voisinage, rappelant la situation, ou diverses particularités de la maison (ex: Fages -lieu planté de hêtres-, Cazenave -la maison neuve-, Noguès - lieu planté de noyers, Puech).
- Les anciens noms de baptême (ex: Privat), parmi lesquels se trouvent  les noms d'origine germanique, dont il existe des formes particulières aux régions de langue d'oc (ex:  Arnal, Roustan).
- Les noms de métiers (ex: Faure -forgeron-, Teisseire -tisserand-).
- Les sobriquets, souvent difficiles à interpréter, et reflétant une société turbulente, prompte à railler défauts physiques ou tares morales (ex: Coubé, le cupide; Cabrol - liens, le chevreuil, Raspail, bale du blé).

## Spécificités des patronymes occitans
Les patronymes occitans s'accordent en genre et en nombre. Les actes notariés qui portent par exemple sur des successions notent les féminins dans leur forme francisée (par ex. Maurel-Maurelle (Maurèl-Maurèla) ou Blanc-Blanque (Blanc-Blanca). Les diminutifs sont également fréquents dans la langue populaire (Blanc-Blancou - Blancon, pouvant devenir un patronyme).
Dans une partie de la Gascogne et du Languedoc, le patronyme peut s'effacer au profit du nom de la maison (nom de casa). Lorsqu'elle est unique, l'héritière transmet son nom de maison à son mari qui pour sa part abandonne son nom de famille. L'exemple le plus célèbre est Bernadotte (Bernadòta).
En Provence, certains noms de famille ont leur terminaison en -i ou en -y qui désigne la filiation (fils de "x"), comme en Corse. C'est ainsi que l'on voit apparaître Garibaldi (fils de Garibald), Martini (fils de Martin), Martelly/Martelli (fils de Martel).

## Liste
La liste ci-après contient certains exemples. À noter toutefois que compte tenu de la grande variation orthographique de ces noms, toutes les variantes n'ont pas été mentionnées.
Les patronymes qui suivent sont transcrits entre parenthèses et en italique dans la norme classique de l'occitan.

### Ethnonymes
- Bascou, Bascoul (Basco, Bascol) : basque
- Bergonhon, Bergounioux, Vergougnoux, Bourguignon (Borgonhon, Bergonhon) : bourguignon
- Bret : forme ancienne de breton
- Catalan, Cathala (Catalan) : catalan
- Gasc (Gasc) : forme ancienne de gascon
- Gavalda, Gabalda (Gavaldan) : gévaudanais
- Ginouvès (Ginovés) : génois
- Lemosin, Lemouzy (Lemosin) : limousin
- Lombard (Lombard) : originaire du Nord de l'Italie
- Majastre (Majastre) : originaire de Majastres
- Pagnol (Panhòl) : espagnol
- Peytavin (Peitavin) : poitevin
- Sénès (Senès) : originaire de Senez
- Toulza, Toulouzan (Tolzan, Toulousan, Tolosan): toulousain

### Patronymes issus de la topographie
- Agut (Agut) : aiguë (d'où Montagut).
- Aversenq, Averseng (Aversenc) : partie d'une maison, versant d'une montagne exposé au nord, à l'ombre.
- Beigbeder, Beigbédé (Bèthvéder) : belvédère
- Cami, Camy (Camin) : chemin
- Combe, Combes, Lacombe (La comba) : creux, vallée (sèche)
- Cuq (Cuc) : butte, petite colline.
- Darrieussecq (D'arriu sec) : De la rivière sèche
- Labarrère (La barrèra) : la barrière.
- Lafitte, Lahitte (La fita, La hita) : pierre borne.
- Lalanne, Laslanes ('La Lana, las lanas) : la / les lande(s).
- Lanusse (Lanussa) : lande maigre.
- Lapeyre, Peyre (La pèira) : le rocher, la pierre.
- Larrieu, Sarrieu (L'arriu, s'arrieu) : le ruisseau.
- Prat, Prades, Pradet, Pradelles (Prat, Pradas, Pradet, Pradèlas) : la prairie.
- Pouy, Poey, Dupouy, Puy, Dupuy, Puech, Pech, Delpuech, Delpech : coteau.
- Puyo, Pujol, Pouget, Puget (Pujòu, Pujòl, Poget, Puget) : monticule.
- Serres, Lasserre (Sèrras, Las sèrras) : colline, montagne.
- Suc (Suc) : le sommet.
- Valat, Vallat, Valade (Valat, Valada) : le fossé, le ruisseau.
- Estieu, (Estiu) : l'été, estiver.

### Patronymes liés aux lieux de résidence et d'activité humaine
- Abadie, Abbadie, Labbadié (L'abadiá) : abbaye.
- Borde, Bordes, Laborde, Lasbordes, Borda, Bourda, Bourdaa, Labourdette, Bordenave, Bordeneuve, Bordessoule, Borry, Borie, Laborie (bòrda, bòrdas, la bòrda, bòria, la bòria) : la ferme.
- Bosc, Delbosc (Bòsc, del bòsc) : bois, du bois.
- Case, Lacase, Lacaze, Lamazou, Loustau, Lousteau, (La casa, la maison, l'ostau) : maison.
- Casalet, Cazalet, Loustalet (Casalet, l'ostalet) : petite maison.
- Casenave, Cazenave, Casenove, Cazeneuve ou Caseneuve, Maysounabe, Maysounave, Loustaunau (Casanava, casanòva, maison nava, l'ostau nau) : maison neuve.
- Casassus, Casadesus (Casa sus, Casa dessús) (au-dessus du village), Casaban (avant le village).
- Casau, Casaux, Caseau, Caseau (Casau) : jardin entourant la maison (la casa ; casau, -s).
- Castel, Castet, Castets, Casteig, Castex, Chastel, Casteau (Castèl, Castèth, Chastèl, Castèu) : personne résident dans une enceinte fortifiée
- Delort, Dellor (de l'ort), Dourthe (D'orta) : du jardin
- Fourneyron (Forneiron) : petit four
- Fourest (Forest) : Forêt
- Fourestié, Forestier, Fourastier (Forastier) : étranger
- Gleyzes (Glèisa) : église
- Lafargue, Laforgue, Lahargue, Fabrègue, Lafabrègue (La farga, harga, fabrèga) : la forge.
- Laferrère, Laherrère (La ferrèra, herrèra) : lieu où on exploite ou travaille le fer.
- Lombard (Lombard) : banquier
- Poux, Delpoux (Potz, Delpotz) : Puit, Du puits
- Sagne, Saigne ou Seigne (sanhà) : du lac, de la tourbière, d'une étendue d'eau entourée de quenouilles.
- Vachero,Vachieri :Bouvier, Berger.
- Valadié (Valadier) : Fossoyeur, personne qui entretient les fossés. Voir également un terrassier.

### Patronymes liés à des activités artisanales ou agricoles
- Abat, Labat (Abat) : abbé.
- Boë, Boyer (Boièr, boèr) : bouvier.
- Bouscatié, Bouscatier (Boscatier) : bûcheron.
- Escudé, Escudier (Escudèr, Escudièr) : écuyer
- Faure, Haure, Fabre (Faure, haure, fabre) : forgeron.
- Fournier (Fornier) : boulanger.
- Moulinié, Mounier (Molinièr) : meunier.
- Monge, Mounge, Mourgue (Monge, morgue) : moine.
- Pastre, pastré, pastour, pastourel, pastoureau, pastouret (Pastre, pastor, pastorèl, pastoret) : berger.
- Pestor, Pestour (Pestor) : boulanger.
- Poudevigne (podavinha) : tailleur de vigne.
- Sabatier (Sabatièr) : cordonnier.
- Teysseire, Teyssier (Teisseire, teissièr) : tisserand.

### Patronymes liés à la flore
- Aberan, Abelan, Laulan (Avelan) : la noisette.
- Barthez, Barthes, Barthe, (Bartés, Bartas, Barta) : buisson
- Castagnet, Castagner, Castagnier (Castanhèr, Castanhièr) : la châtaigneraie.
- Cassagne, Cassagnes, Lacassagne, Cassaigne, Chassagne, Chassaigne, Chassaing (Cassanha) : la chênaie.
- Courmes, olim de Corma (1176) (Cornus mas), Corme. de Cormis (1270) : lieu planté de cornouillers[3].
- Fages, Fau, Dufau, Hayet, Haget, Faget (Haget, Faget) : hêtres.
- Fraisse, Fraysse, Frayssinet, Frèche, Rèche (Fraisse, Fraissinet) : le frêne.
- Noguès, Nougaro, Nougarède (Nogués, nogaròt, nogarèda) : lieu planté de noyers.
- Pègues (Pègues) : poix.
- Rouve, Roure, Rouvier, Rouvière (Rove, rore, rovièra) : chêne-rouvre, chênaie de rouvre.

### Patronymes liés à la faune
- Auriol (Auriòl) : loriot.
- Cabrel, Cabrol, Chabrol (Cabrèl, cabròl, chabròl) : chevreuil.
- Darbon ('Darbon) : taupe.
- Lèbre (Lèbre) : lièvre.
- Loup, Loubet (Lop, lobet) : loup, petit loup. / Loubere (endroit fréquenté par les loups)
- Singla (Singlar) : sanglier.
- Teysson, Teyssou (Taiçon) : blaireau.
- Vàca : Vache.

### Particularités physiques
- Baup (Baup) : bègue.
- Blanc (Blanc) : aux cheveux partiellement blancs, ou au teint clair.
- Magre, Magret (Magre, magret) : maigre, maigrelet.
- Maurel (Maurèl) : à la peau brune, dérivé de maure.
- Nègre (Negre) : noir, au teint mat.
- Roussel (Rossèl) : blond.
- Roux (Ros) : roux, personne aux cheveux roux.
- Saurel (Saurèl) : châtain.

### Patronymes issus de prénoms (ancien noms de baptême)
Les noms suivants correspondent à "fils de x". Il n'y a généralement pas d'ajout particulier pour désigner la filiation, mais Frédéric Mistral explique dans son dictionnaire que les noms du Midi se terminant par -i ou -y indique généralement la filiation comme on le retrouve en Italie ou en Corse. Selon l'auteur, cet emploi dans le Midi semble plus pratiqué par les familles de robe.
- Amiel (Amièlh) : Émile.
- Amphoux (Anfós) : Alphonse.
- Andrieu (Andrieu) : André.
- Bénézet (Beneset) : Benoît.
- Bernat (Bernat) : Bernard.
- Blasi (Blasi) : Blaise.
- Estève (Estève) : Étienne.
- Jamme (Jacme) ou Jaume (Jaume) : Jacques.
- Jourda, Jourdan, Giordan (Jordan) : Jourdain
- Jouan (Joan) : Jean.
- Laurens (Laurens/Laurenç) : Laurent.
- Marty (Martin) : Martin, signifie le "dieu de la guerre".
- Ramond (Ramond) : Raymond, signifie « celui qui protège par conseil éclairé »
- Sauvan, Sauva, Salvan, Silvan, Sivan, Siuvan, Silven, Seuvan  (Sauvan, Salvan, Silvan, Sivan, Siuvan, etc.) : Sylvain, signifie le "dieu des forêts"[4] On retrouve également Sauvant dans le Poitou dont la forme proche aux noms précédents peut signifier une origine occitane.

### Patronymesjuifs comtadins
En raison de leur implantation ancienne en Provence, la communauté juive du Comtat Venaissin a vite adopté le provençal comme langue de communication. Leurs patronymes ont la particularité de désigner bien souvent la ville d'origine des familles juives du Comtat et se distinguent nettement des autres patronymes occitans.
- Familles originaires de la carrière de Cavaillon : Bédarrides, Carcassonne, Cohen, Crémieux, Digne, Lunel, Monteux, Vidal, mais aussi Abram, Allemand, Amiras, Astruc, Baze, Cavaillon, Cresque, Dalpuget, Levy, Millaud, Mossé, Nacamu.

- Familles originaires de la carrière de Carpentras : Alphandéry, Baze, Carcassonne, Cavaillon, Cohen, Crémieux, Cresque, Digne, Espir, Laroque, Lattès, Lisbonne, Lunel, Lyon, Mayrargues, Millaud, Monteux, Mossé, Naquet, Roquemartine, Samuel, Sigra, Valabrègue, Vidal.

- Familles originaires de la carrière de L'Isle-sur-la-Sorgue : Abram, Astruc, Beaucaire, Bédarrides, Carcassonne, Cavaillon, Cohen, Crémieux, Cresque, Delpuget, Digne, Lattès, Millaud, Monteux, Vidal.

- Familles originaires de la carrière d'Avignon : Astruc, Atar, Beziers, Carcassonne, Cassin, Crémieux, David, Delpuget, Espir, Gard, Lange, Lisbonne, Millaud, Monteux, Naquet, Perpignan, Petit, Pichaud, Propha, Ravel, Rouget, Saint-Paul, Sassias, Valabregue, Vidal.

### Le cas duPays basque françaiset duBéarn
Les patronymes de Gascogne ont été particulièrement étudiés dans le domaine du gascon par Michel Grosclaude (certains étant répertoriés néanmoins comme d'origine pré-indoeuropéenne ou euskarienne). 
Bien que n'appartenant pas à la même famille linguistique que la langue basque, la langue occitane dans sa variété gasconne a été fortement influencée par cette langue avec laquelle elle partage encore aujourd'hui des territoires, notamment l'agglomération Bayonne - Anglet - Biarritz. Il en résulte que la formation des noms de famille dans une partie de la Gascogne, notamment le Béarn, s'est faite sur le même modèle que pour les patronymes basques. Ainsi, on retrouve souvent à côté de patronymes basques des équivalents directs en gascon (et non dans le reste de l'Occitanie) jusque dans leur composition,.
Patronyme basque = forme gasconne = traduction en français
- Bordaberry = Bordenave = La ferme neuve
- Etcheverry = Cazenave, Loustaunau = La maison neuve
- Etchegoyen, Etchegoin = Casassus, Cazessus = La maison du dessus
- Etchebarne = Casayous, Cazajus = La maison d'en bas
- Hirriart, Irriart = Minvielle = Le milieu du village
- Hiriburu, Irriburu = Capdeville, Capdevielle, Cabarry = Le bout du village
- Jaureguiberry = Casteigneau = Le château neuf
- Sallaberry = Salanave = le domaine neuf